# 야마기시 료코
야마기시 료코(일본어:   山岸 凉子 , 1947년 9월 24일 ~ )는 일본의 여성 만화가이다.
1947년 9월 24일에 홋카이도에서 태어났다. 홋카이도 여자 단기대학을 졸업하였다.
1969년 《리본 코믹》에 게재한 〈레프트 앤드 라이트…〉(レフトアンドライト)로 데뷔하였다.
1971년부터 1975년까지 처음에는 《리본》에 1974년부터는 새로 창간된 《하나토유메》에 연재한 소련 발레계를 무대로 한 장편 만화 작품인 《아라베스크》(アラベスク)가 평가를 받았다.
1980년부터 1984년까지 《해 뜨는 곳의 천자》(日出処の天子  히 이즈루 도코로노 덴시[*])를 《LaLa》에 연재하였다. 이 작품은 해 뜨는 곳의 천자(日出處天子) 즉 쇼토쿠 태자를 주인공으로 한 역사만화이다. 쇼토쿠태자는 일본 요메이 천황의 아들이며, 593년 스이코 천황의 태자로서 섭정이 된 아스카 문화의 중심 인물이다. 이 작품에서 쇼토쿠 태자는 뛰어난 능력과 아름다움을 갖춘 인물로 묘사된다. 《해 뜨는 곳의 천자》는 연재중에 제7회 1983년도 고단샤 만화상 소녀부문을 수상하였다. 야마기시 료코의 대표작이다.
2000년부터 2010년까지 현대 일본을 무대에 발레를 주제로 한 장편 만화 작품인 《무희 테르프시코레》(舞姫 テレプシコーラ 마이히메 데레푸시코라[*])를 월간지 《다 빈치》에 연재하였다. 부제인 테르프시코레는 그리스 신화에 나오는 춤과 합창을 맡는 여신이다. 2006년까지 연재된 제1부는 제11회 2007년도 데즈카 오사무 문화상 만화 대상을 수상하였다.